# Lens-Saint-Servais
Lens-Saint-Servais (en való Sint-Sèrvå-Lin) és una entitat del municipi de Geer, a la província de Lieja de la regió valona de Bèlgica. Fins al 1977 era un municipi independent. Es troba a l'altipla d'Haspengouw, un terra molt ric. El riu Jeker hi neix. El nom prové del mot llatí limen que significa llindar, entrada o per extensió frontera.
S'han trobat les traces d'un establiment molt important de l'edat del bronze al territori del poble. De l'alta edat mitjana queden el castell i unes masies llargues.
Tot i fer part avui del municipi de Geer, fins a la revolució francesa, el poble era un enclavat brabançó dins del principat de Lieja mentrestant el nucli principal de Geer pertanyia al principat. El capítol de l'església de Sant Servaci a Maastricht hi tenia unes finques, del qual hom troba un esment en una butlla del papa Innocenci II del 31 de març de 1139. El 4 d'agost de 1626, Felip IV de Castella atorgà la senyoria de Lens a un cert Carlo Rolando de Suys, senyor de Grisort, per un preu de 2000 lliures. Després la senyoria va passar a la família De Tornaco fins a la fi de l'antic règim.
Avui com ahir, la principal activitat econòmica del poble queda l'agricultura. La terra rica d'"Haspengouw seca" convé bé per a conrear el blat i les remolatxes. Aquests darrers es transformen a la sucreria al poble veí de Hollogne-sur-Geer.

## Lloc d'interès
A l'antiga casa de la vila, s'ha obert la Maison de la flore locale (trad.: Casa de la flora local). Hom hi troba una exposició permanent de la flora i de la fauna local, encara massa desconeguda. També s'hi organitzen exposicions temporanis i la venda de productes naturals locals i publicacions sobre la història del municipi.

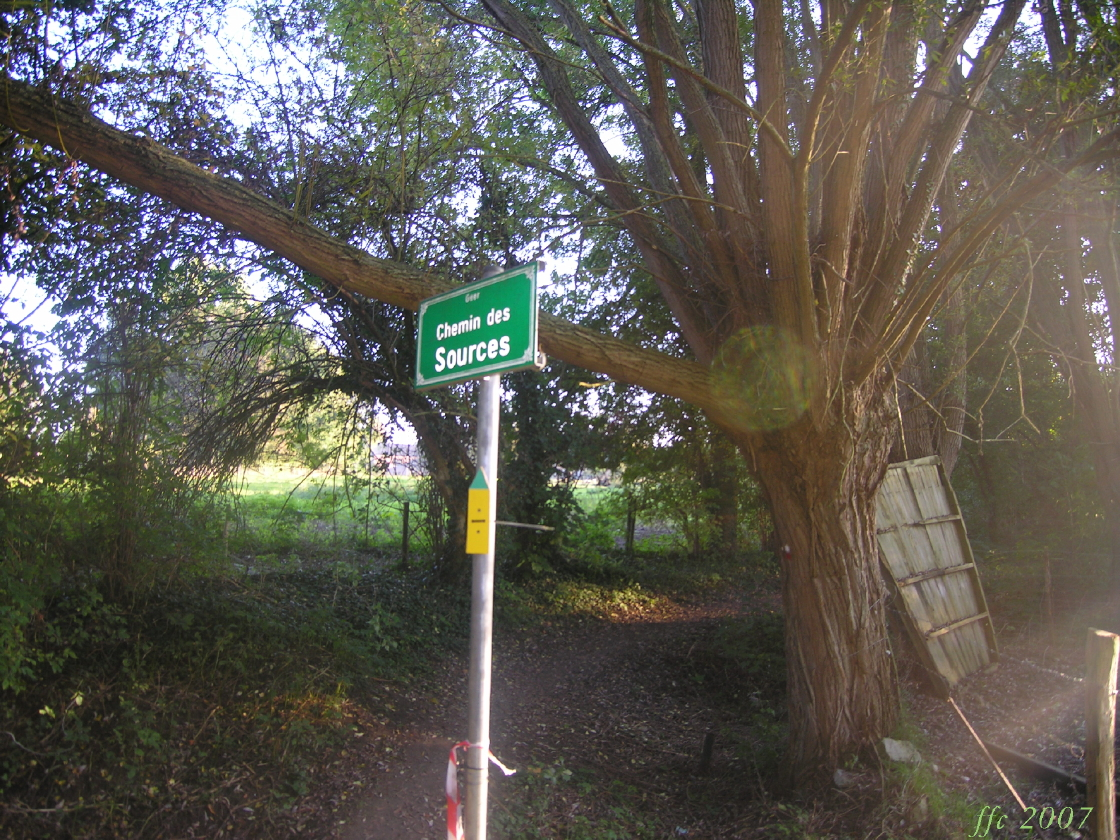
El camí cap a la font del Jeker
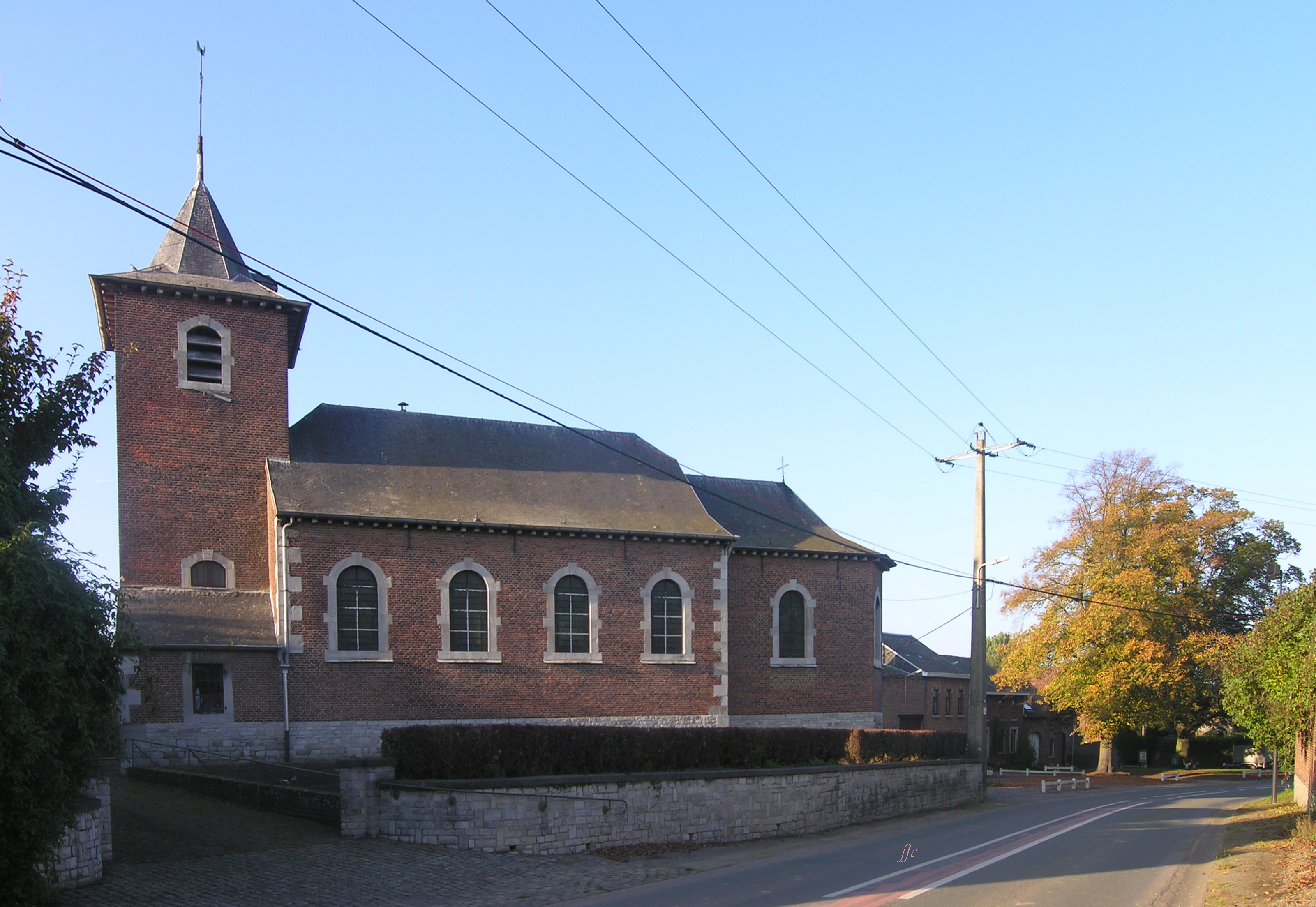
Església de Sant Servaci (1769)
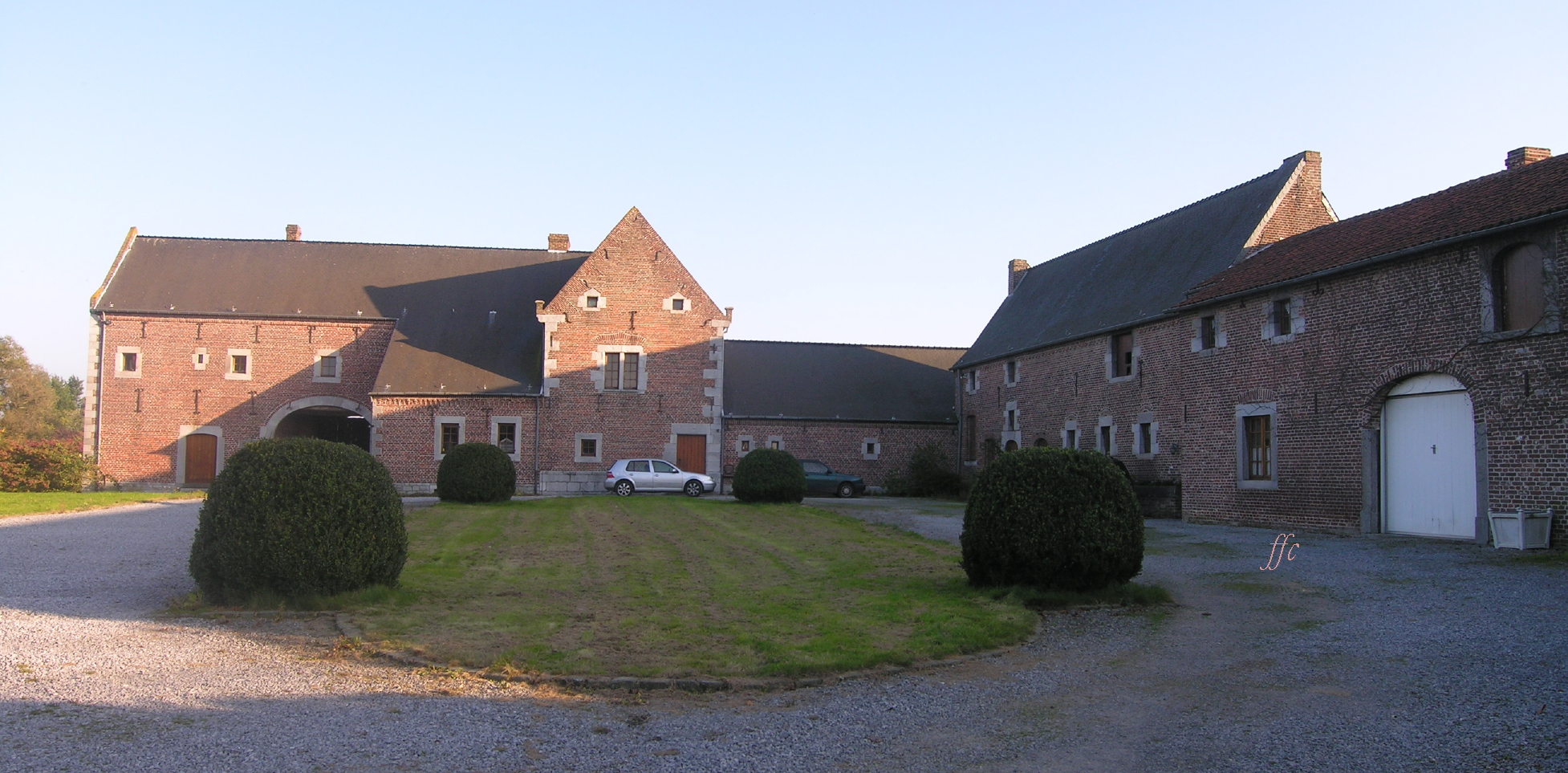
Mas fortificat en estil hesbinyó
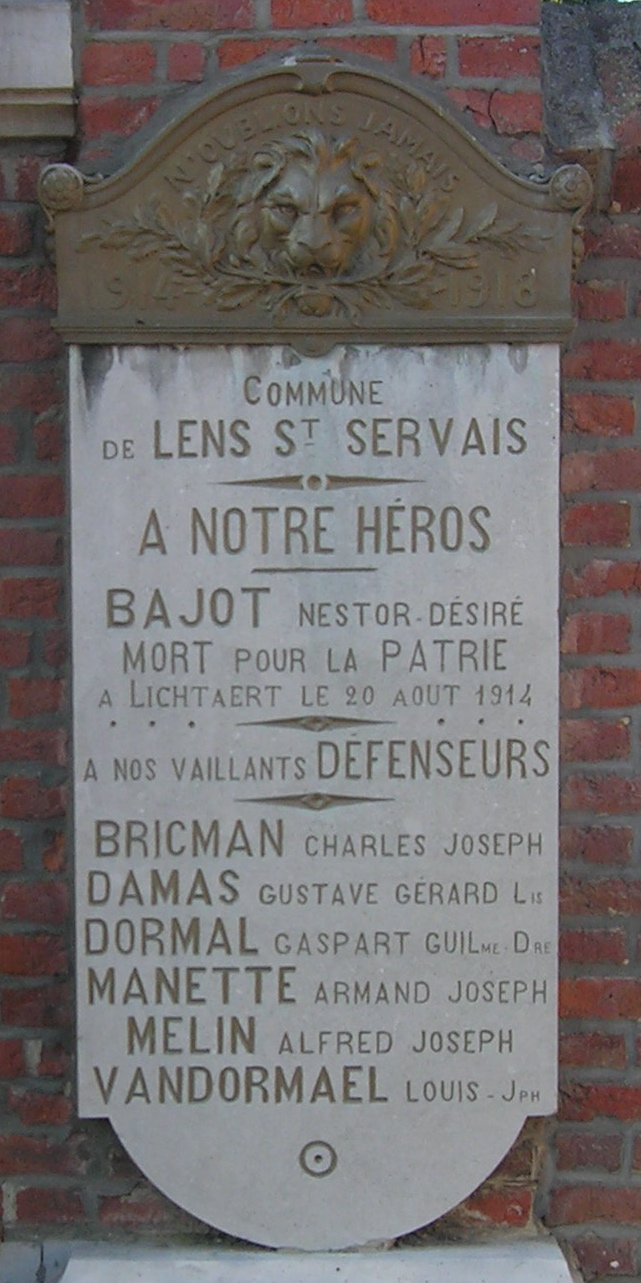
Placa commerativa pels caiguts a la Primera Guerra Mundial